# Fält (heraldik)
Fält kallas i ett heraldiskt vapen själva sköldytan eller de delar som sköldytan är indelad i.
Fältets tinktur skall skilja sig från tinkturen på sköldemärket. Enligt den så kallade tinkturregeln, skall fältet vara av metall om bilden är i färg och tvärtom.
Ett vapen kan vara enkelt uppdelat i flera fält som häroldsbilder. Ibland har vart och ett av dessa fält också allmänna bilder eller häroldsbilder – sköldemärken – i sig. Fälten delas oftast upp med raka skuror (skärningslinjer) men det finns otaliga varianter.
Det kan också hända att man delar upp skölden i flera fält för att man vill samla flera vapen i ett. Då delas skölden upp i fält motsvarande sköldarna i de vapen som förenas.

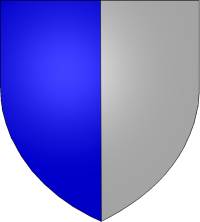
En sköld uppdelad i två fält: skölden är kluven i blått och silver
Olika sätt att dela upp en sköld i flera fält
Skölden i Storbritanniens riksvapen är uppdelad i flera fält, bestående av de enskilda vapnen för England, Skottland och Irland
Skölden i Landskrona kommunvapen är uppdelad i flera fält utan att vara sammansatt av flera vapen